# Konstskolan Basis

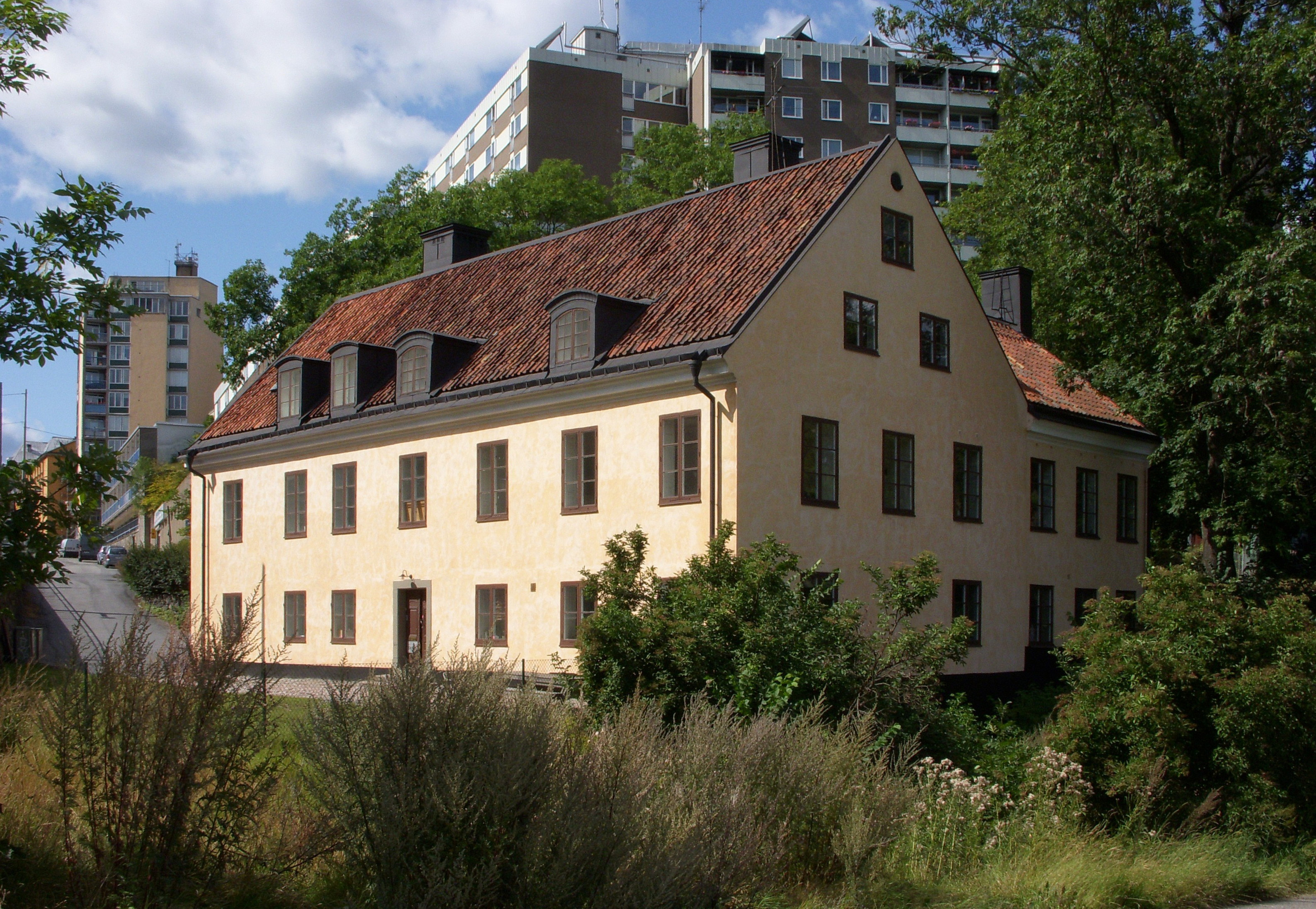
Konstskolan Basis byggnad på Södermalm i Stockholm.

Konstskolan Basis är en konstskola belägen på Folkungagatan 147 på Södermalm i Stockholm. Skolan grundades år 1984 och drivs från och med höstterminen 2008 av Studiefrämjandet i Stockholm.

## Historia
Konstskolan Basis grundades år 1984 av Abraham och Erna Langlet. Till en början låg verksamheten i Palmgrenska skolan på Östermalm, men flyttades  ganska omgående till Folkungagatan på Söder. Skolan ligger i Södra varvets gamla bostads- och kontorsbyggnad Skeppsbyggmästarbostället från 1748. Till skolan hör även en trädgård. Från och med höstterminen 2008 är Studiefrämjandet i Stockholm huvudman för skolan.

## Utbildning
Målet för konstskolan Basis är att ge eleverna en grund som är tillämplig på alla konstnärliga högskoleutbildningar som till  arkitekt, bildlärare, grafisk designer, industridesigner, fri konstnär och liknande. Skolan är studiemedelsberättigad och står under statlig tillsyn.

## Elever i urval
- Anna Sandler
- Anna Stake
- Jonas Wilén
- Kristoffer Zetterstrand
- Johan Åberg